# جيسيكا تاك
جيسيكا تاك (بالإنجليزية: Jessica Tuck) هي ممثلة أمريكية، ولدت في 19 فبراير 1963 بنيويورك في الولايات المتحدة.

## أعمال

### أفلام
- (1995) باتمان للأبد[5][6][7]
- (2007) الخنازير البرية[8]
- (2007) هاي سكول ميوزيكال 2
- (2008)  سينيور يير
- (2011) سوبر 8[9]
- (2011) شاربي في مغامرة رائعة

### مسلسلات
- اكذب علي
- القاضية إيمي
- المربية
- تحسين المنزل
- تشريح غراي
- دم حقيقي
- موردر
- شبح هامس
- طريق أكتوبر
- عقول إجرامية
- فلاش فورورد
- قواعد الارتباط
- كاسل
- كولد كيس

## وصلات خارجية
- جيسيكا تاك على موقع IMDb (الإنجليزية)
- جيسيكا تاك على موقع ألو سيني (الفرنسية)
- جيسيكا تاك على موقع أول موفي (الإنجليزية)
- جيسيكا تاك على موقع قاعدة بيانات الأفلام السويدية (السويدية)
- جيسيكا تاك على موقع إن إن دي بي (الإنجليزية)
- جيسيكا تاك على موقع قاعدة بيانات الفيلم (الإنجليزية)
- جيسيكا تاك على موقع كينوبويسك (الروسية)